# Wolfgang Paalen
Wolfgang Paalen, né le 22 juillet 1905 à Vienne en Autriche et mort le 24 septembre 1959 à Taxco au Mexique, est un peintre, sculpteur et philosophe.
Membre du groupe surréaliste autour d'André Breton en 1935, il y joue un rôle capital comme peintre et inspirateur pendant son exil à Mexico à partir de 1939. Il est fondateur et éditeur du magazine contre-surréaliste[réf. nécessaire] DYN avec lequel il cherche à réconcilier des tendances matérialistes et mystiques (délits en surréalisme) par sa philosophie de la contingence comme substitut au principe surréaliste de la nécessité involontaire. Il apparaît comme l'un des plus influents théoriciens de l'art abstrait pendant la Seconde Guerre mondiale.

## Biographie

### Famille et éducation

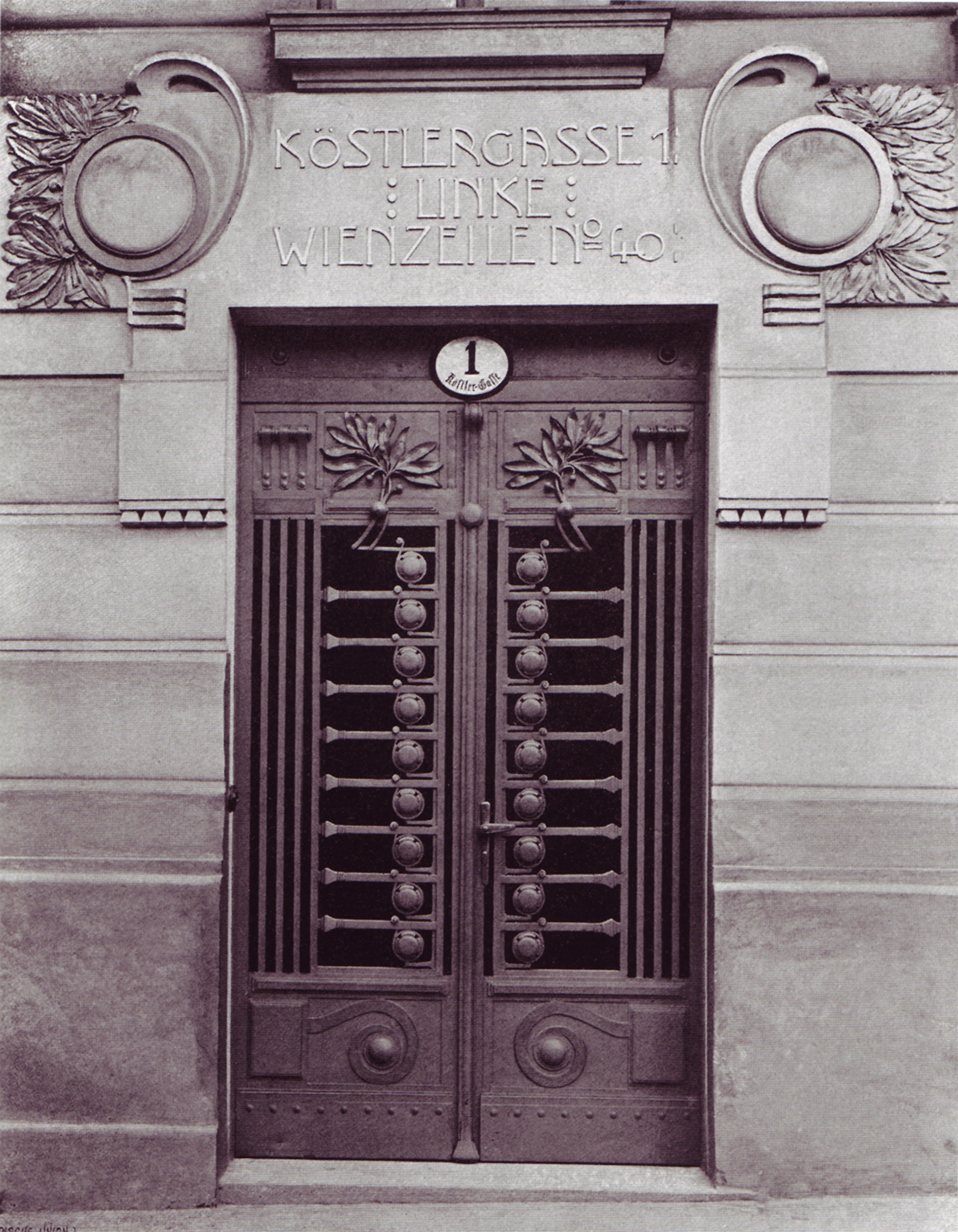
Maison natale de Wolfgang Paalen à Vienne, Köstlergasse 1.

Le père de Wolfgang Paalen, né en 1873 à Bisenz en Bohême dans une famille de marchands, a fait fortune à Vienne, s'intégrant à la bourgeoisie juive de la monarchie austro-hongroise et s'est marié avec une actrice allemande, Emelie Gunkel. Wolfgang est l'aîné de leurs quatre enfants. Son frère Hans Peter meurt de maladie en 1929 et son autre frère Rainer tente en 1931 de se suicider dans la bibliothèque de leur maison de Sagan.
En 1913, les parents de Paalen s'installent à Sagan en Silésie dans un château, la Sankt Rochusburg, où, surtout pendant la guerre, le jeune Wolfgang et ses frères reçoivent une éducation humaniste d'un précepteur musicien. 

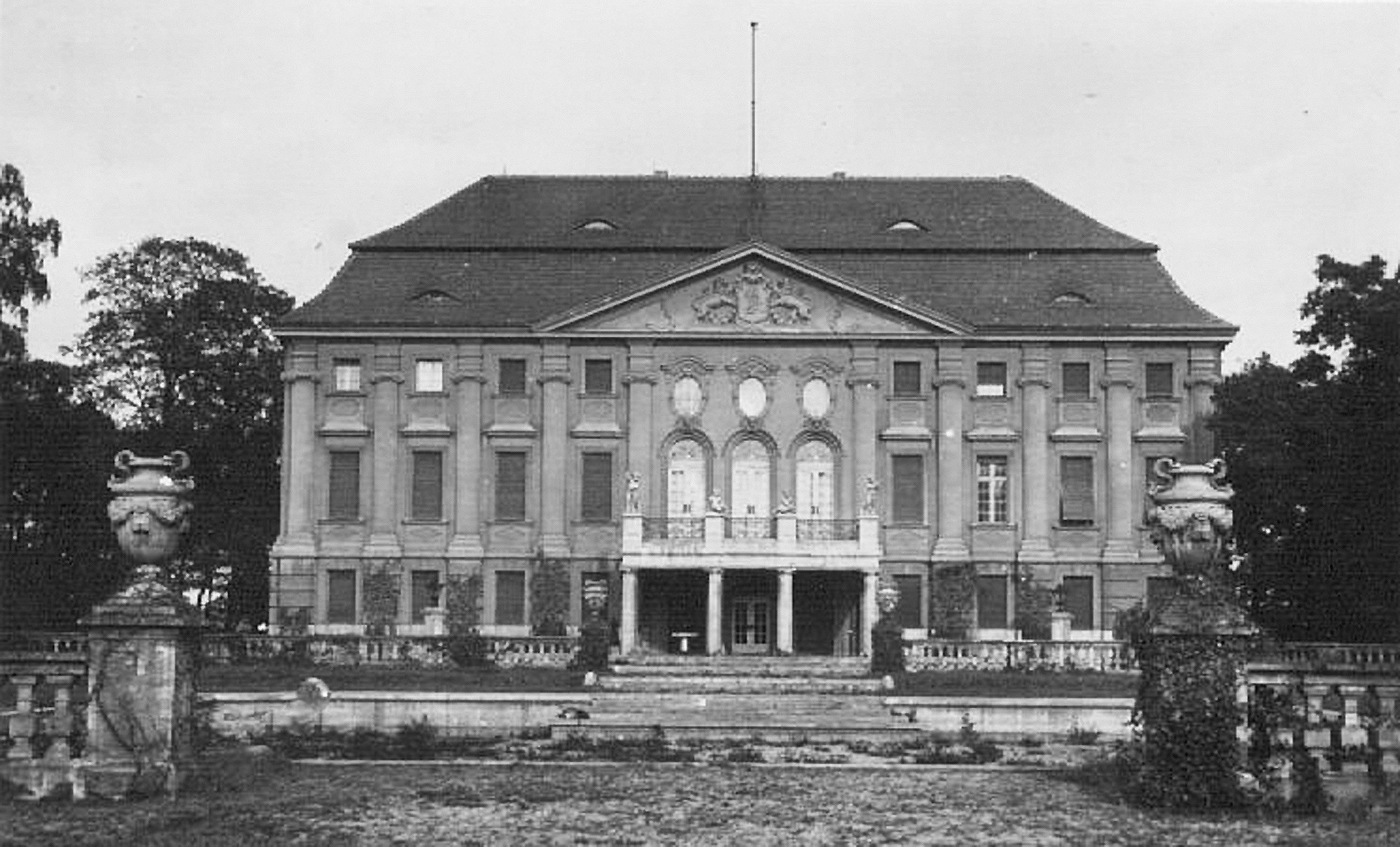
Sankt Rochusburg, Sagan, chateau de la famille Paalen 1913-1934.

Pendant les années de guerre, il s'adonne à des études philosophiques néo-kantiennes, particulièrement de Schopenhauer, de Nietzsche, de la psychologie de la forme (gestaltisme) et des textes du Véda indien. Après l'effondrement économique de l'Allemagne, la famille s'établit en 1919 à Rome, où Paalen étudie l'art gréco-romain et la peinture auprès de Leo von Koenig. En 1924, il retourne à Berlin. Travaillant d'abord dans le sillage de l'Impressionnisme et de Cézanne, il fait la même année la connaissance du critique Julius Meier-Graefe qui l'invitera à la « Berliner Secession » de 1925 et du peintre et sculpteur suisse Serge Brignoni qui lui fera connaître l'art océanien.
De 1924 à 1930, Paalen entretient une relation amoureuse avec Annemarie Meier-Graefe, la seconde femme de Julius Meier-Graefe. À Munich il rencontre en 1927 Hans Hofmann, découvre Klee, subit l'influence de Braque et se détourne de la peinture sur le motif. Avec son amie, la violoniste suisse Eva Sulzer (1902-1990), il séjourne également à Cassis et La Ciotat où il fréquente Roland Penrose et Valentine Boué.

L'écrivain et journaliste allemand Gustav Regler décrit le comportement particulier du peintre durant ces années : 

« Il distribuait ses toiles à ses visiteurs, ou les abandonnait sur place quand il déménageait. Quelquefois il les détruisait dans un accès de mécontentement. Il est également caractéristique qu'il n'ait commencé à signer ses peintures que lorsque les marchands le lui demandèrent. »

### Paris et Surréalisme

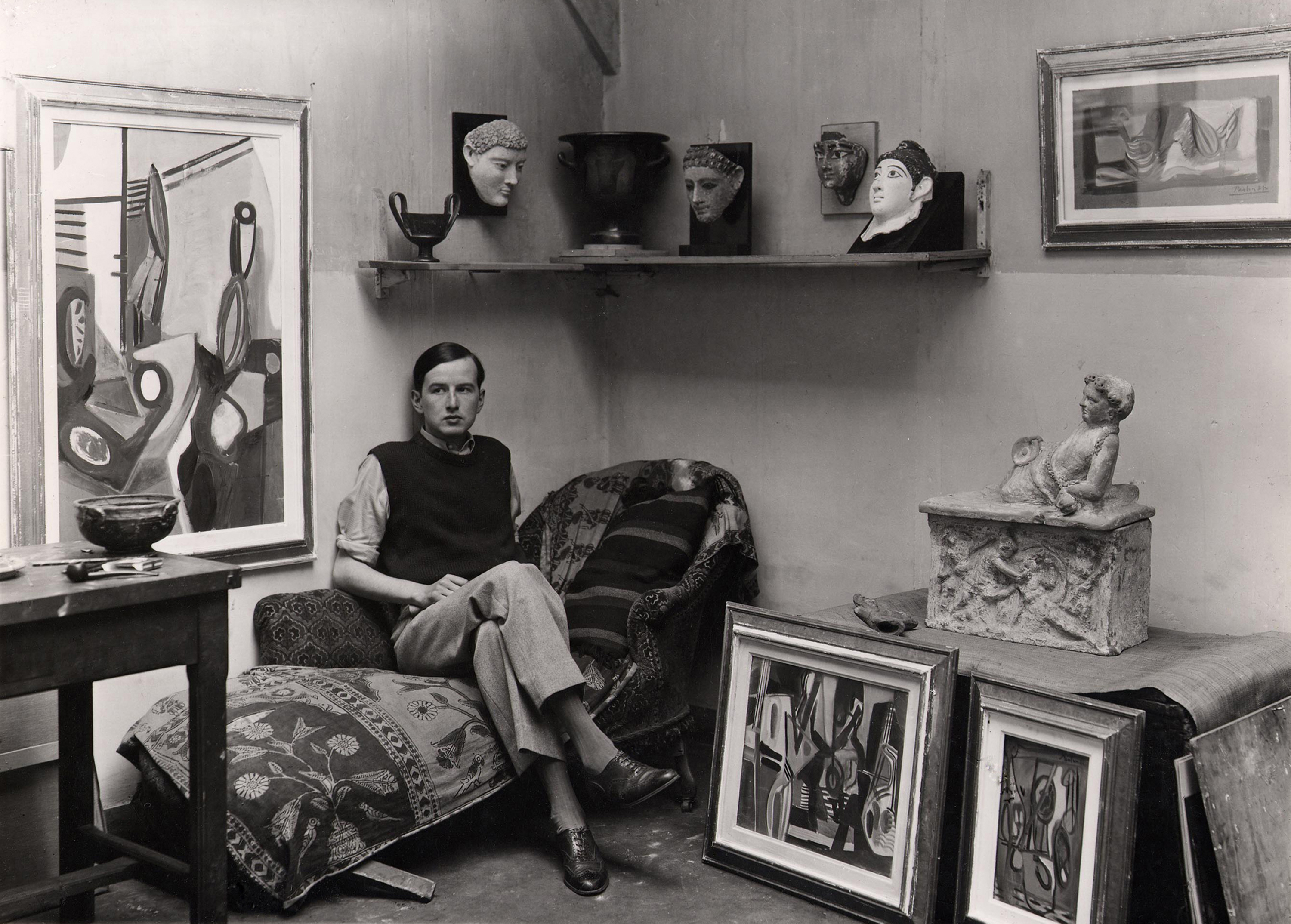
L'atelier de Paalen à Paris en 1933.

Paalen s'établit à Paris en 1929. Il y travaille avec Fernand Léger, rencontre Jean Hélion, Max Beckmann et Hans Hartung, participe au Salon des Surindépendants. En 1931 il fait la connaissance de la poétesse Alice Rahon avec qui il se marie en 1934. Il travaille en 1932 à l'Atelier 17 de Hayter, rencontre Peggy Guggenheim et d'autres surréalistes. En 1933 il visite les grottes d'Altamira et l'année suivante commence de collectionner les sculptures des Cyclades. Après sa première exposition à Paris à la galerie Vignon en 1934, Roland Penrose lui achète une toile et Paalen participe à l'association Abstraction-Création vouée à l'art abstrait.
En 1935, Paalen rend visite à Londres à Henry Moore et voyage en Grèce et dans les Cyclades. Quittant Abstraction-Création avec Jean Arp et Sophie Taeuber-Arp, il rencontre André Breton chez Lise Deharme, participe à l'exposition Dessins surréalistes et rejoint le groupe. À l'occasion d'une enquête Christian Zervos le publie en 1935 dans Cahiers d'art (no 14).

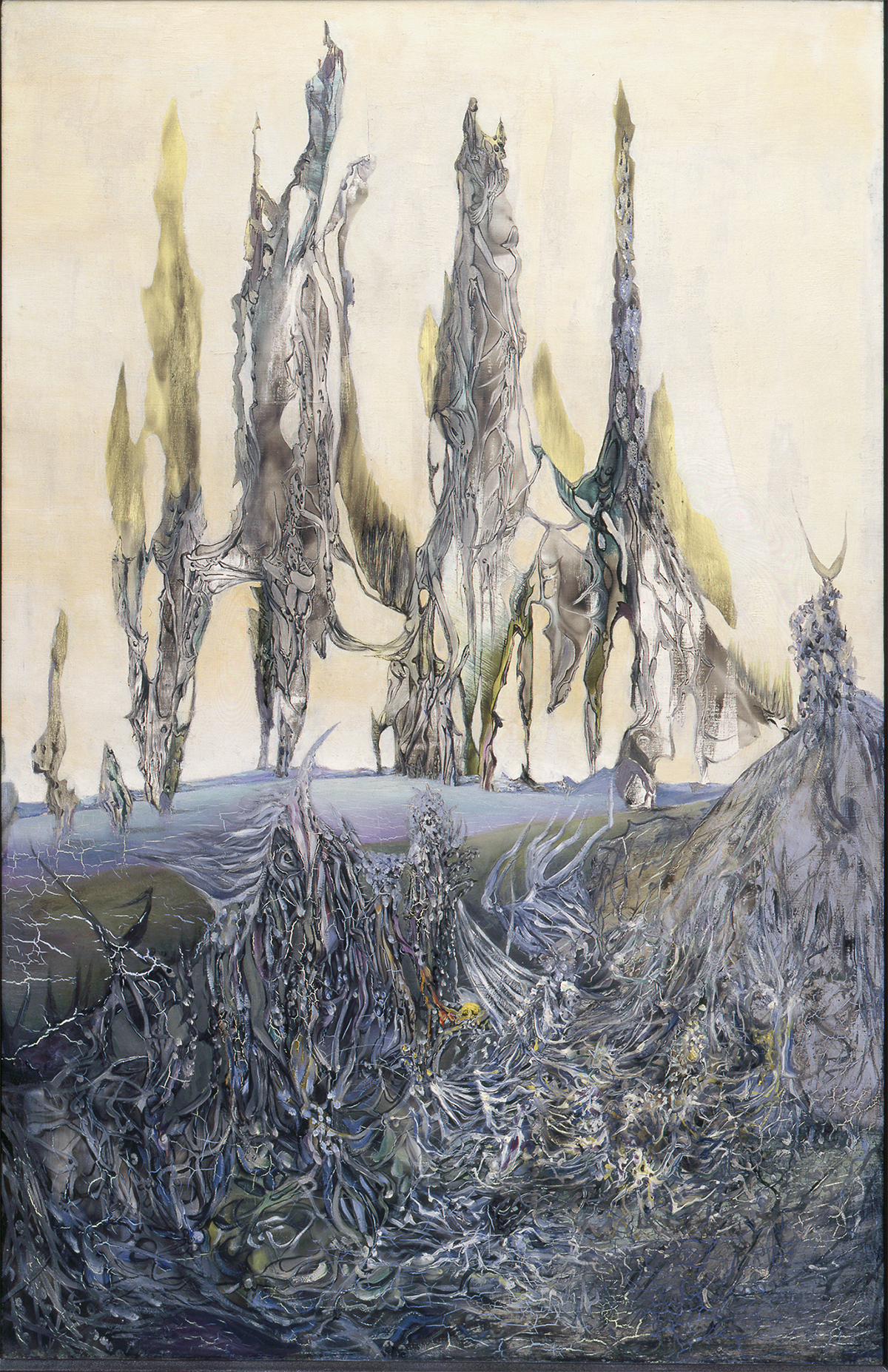
Wolfgang Paalen, Les Étrangers, 1937.

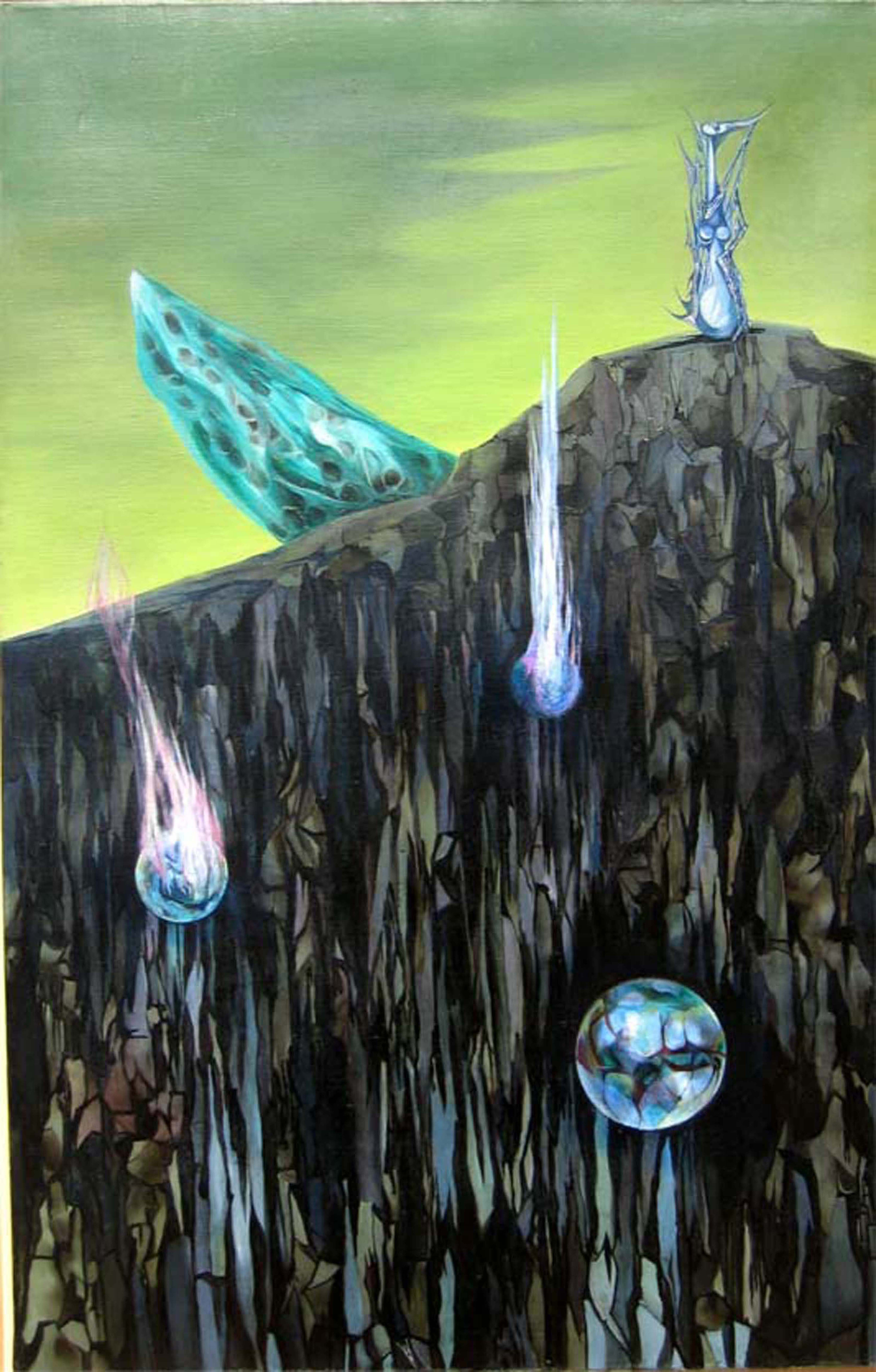
Wolfgang Paalen, Pays interdit, 1936.

La deuxième exposition particulière de Paalen a lieu à la galerie Pierre en 1936, en présence des surréalistes mais aussi de Kandinsky et Picasso. « Il me semblait quitter une ambiance de sourds-muets, pour me trouver enfin avec des hommes entiers. Dans le surréalisme seulement je trouvais l'expérience entièrement vécue, l'héroïque essai d'une synthèse intégrale qui n'admettait plus de séparation arbitraire entre l'expression plastique et la poésie, entre la poésie et la vie » écrira Paalen en 1942 dans Farewell au surréalisme.
Il est invité par Breton à l'Exposition internationale du surréalisme à Londres, où il présente son premier fumage Dessin fait avec un bougie. En marge de ses peintures, Paalen crée alors des « objets surréalistes », tels L'Heure exacte, exposé à la galerie Charles Ratton en mai 1936 aux côtés d'œuvres de Picasso, Man Ray, Giacometti, La Housse et Nuage articulé en 1937, Génie de l'espèce en 1938. Il invente simultanément le procédé du « fumage » qui consiste à passer sur une couche de peinture fraîche la flamme d'une bougie. Il collabore également à la revue Minotaure par des illustrations pour Lichtenberg et Xavier Forneret (Le Diamant de l'herbe), aux éditions GLM, en 1938, par des dessins pour Les Chants de Maldoror de Lautréamont.
Paalen participe dans ces années aux différentes expositions surréalistes et rencontre Marcel Duchamp. Il retourne durant l'été 1937 à Berlin, passe par Prague et la Bohême pour retrouver son frère Rainer dans un état précaire (Rainer essayait de gagner sa vie comme guérisseur spirituel, en 1942 il meurt dans une maison de santé). Il expose en 1938 ses nouveaux fumages à la galerie Renou et Colle. Breton en écrit la préface. Paalen participe également en janvier à l'Exposition internationale du surréalisme à Paris, organisée par Breton et Éluard à la Galerie Beaux-Arts. Responsable pour les installations de plantes et d'eau, il y installe un véritable étang avec nymphéas et brousses, nommé Avant La Mare, couvre le sol de tout l'espace de feuilles et margouillis venus du cimetière du Montparnasse, et y présente outre à ses tableaux, comme Paysage totémique de mon enfance (1937), des objets surréalistes Nuage articulé, Le moi et le soi et Potence avec paratonnerre en hommage à Lichtenberg et, dans la Rue surréaliste, un mannequin (robe de champignons et chapeau de chauve-souris).
Le Dictionnaire abrégé du surréalisme qui en constitue le catalogue le définit comme « Le castor de la treizième dynastie » et contient plusieurs de ses articles. Il rencontre Frida Kahlo durant son séjour à Paris, et séjourne durant l'été à Varengeville avec Breton pour qui c'est avec Dominguez, Paalen, Esteban Francés, Roberto Matta et Gordon Onslow Ford qu'apparaît en peinture « l'automatisme absolu ».

### Exil au Mexique

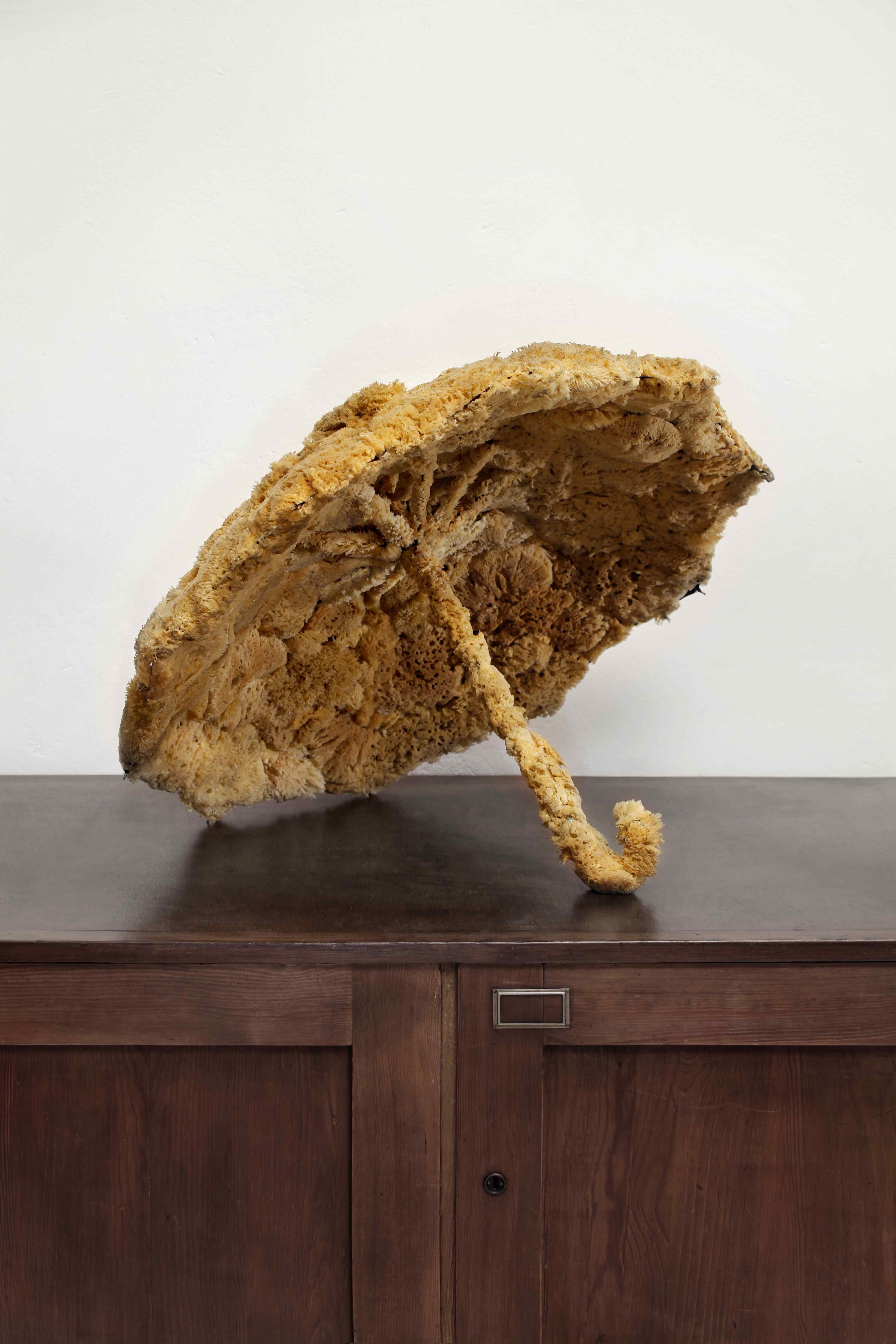
Wolfgang Paalen, Nuage articulé II, 1940.

Dès 1938 Paalen avait décidé, à Munich, de quitter l'Europe. En 1939, après une exposition à Londres à la galerie de Peggy Guggenheim, il s'embarque en mai pour New York où il rencontre Julien Levy, introducteur du surréalisme aux États-Unis, traverse le Canada pour découvrir sur la côte nord-est, jusqu'en Alaska, les vestiges de la civilisation des totems puis passe par San Francisco et gagne à l'automne Mexico où il s'installe près de Frida Kahlo et Diego Rivera. Il commence à écrire Paysage totémique, réflexion théorique-poétique sur son voyage dont il publie en 1941 des extraits dans le premier numéro de la revue Dyn.
En septembre, il arrive au Mexique où il s'établit, fasciné par « la grandeur morose de ce haut plateau où la mort est constamment plus présente que la vie, sa singulière qualité "astéroïde". » Avec André Breton, alors mobilisé, et le poète et peintre péruvien César Moro, Paalen organise en janvier 1940 l'exposition internationale du Surréalisme à Mexico. Au printemps Julien Levy organise sa première exposition à New York où Paalen rencontre Robert Motherwell, Adolph Gottlieb, Jackson Pollock et Barnett Newman. De retour à Mexico il prépare des visas pour les surréalistes demeurés en Europe.

#### Dyn

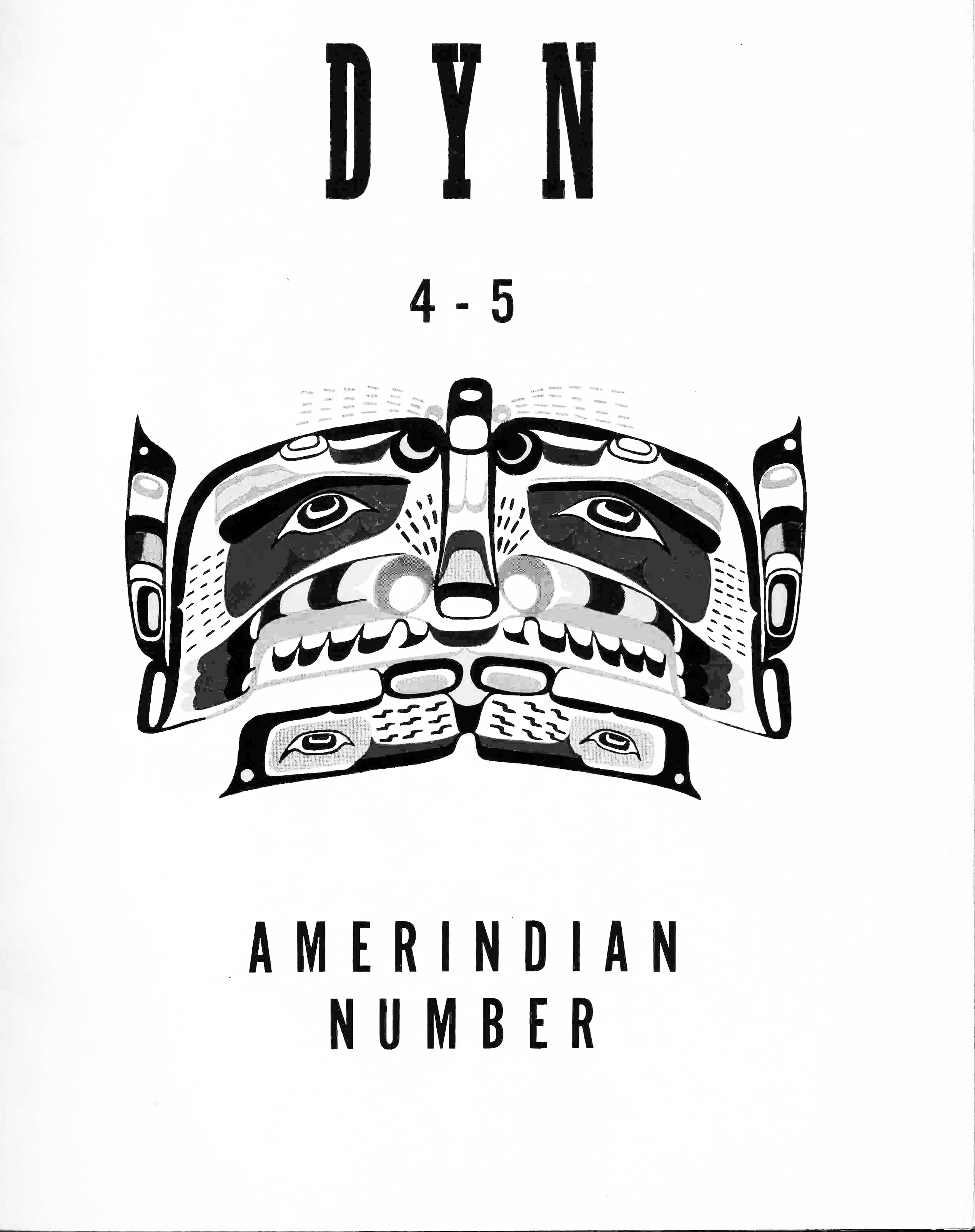
Dyn 4-5, Mexico 1943.

Paalen fonde en 1941 la revue Dyn (du grec to dynaton, le possible) qui comportera jusqu'en 1944 quatre numéros. Principal contributeur, il y exprime ses idées sur le cosmos et son intérêt pour l'art des Indiens d'Amérique qui influence de plus en plus son travail de peintre. Robert Motherwell, qu'il introduit auprès de Breton, travaille auprès de lui pendant plusieurs mois, traduit son essai sur L'Image nouvelle.
Dans le texte Farewell au surréalisme, Paalen prend cependant en 1942 ses distances avec Breton. Avec l'aide de Motherwell il publie en 1945, à New York, un recueil de ses principaux essais sous le titre Form and Sense et, l'année suivante, y est éditée la première monographie sur son œuvre, écrite par le romancier allemand anti-nazi Gustav Regler. Paalen développe à cette occasion ses amitiés avec les artistes américains, Louise Nevelson, Barnett Newman, Mark Rothko.

#### Dynatonet l'espace nouveau dans la peinture

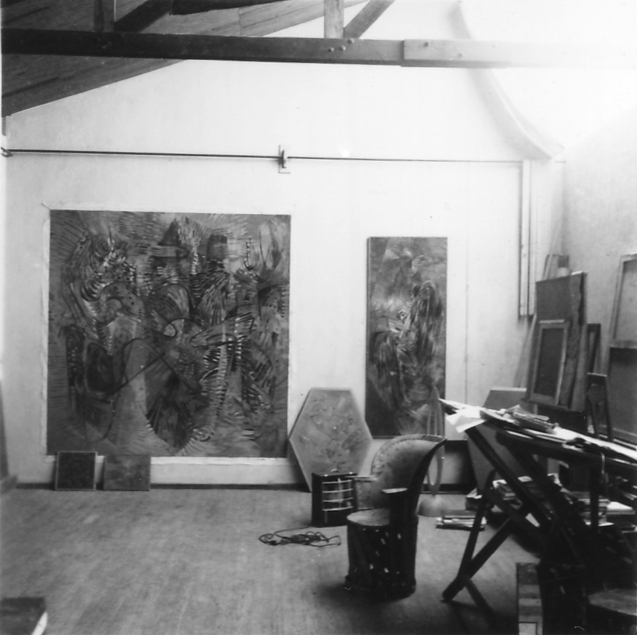
L'atelier de Paalen à San Ángel, Mexique, vers 1946.

En 1947, après son divorce d'avec Alice Rahon et son mariage avec Luchita Hurtado dont il a fait la connaissance en 1943, Paalen obtient la citoyenneté mexicaine. Il se rend en 1948 à New York et Chicago et prépare une exposition Dynaton à San Francisco. En novembre et décembre il discute avec Motherwell de la fondation d'une nouvelle école d'art avec Rothko et Clyfford Still et n'accepte pas la proposition d'enseigner lui-même à San Francisco. Dans la « Mill Valley », il rencontre Henry Miller, Anaïs Nin et Jean Varda, voyage au Mexique avec les Onslow Fords et Lee Mullican avec qui vivra Luchita Hurtado, divorçant de Paalen en 1950.

#### Passions archéologiques et dernier séjour à Paris
Après son retour à Mexico et un voyage à travers le Yucatán, Paalen travaille en 1951 à un essai sur la culture olmèque qui est publié en 1952 par Cahiers d'art. Avec Maria Wilson il revient à Paris, loue l'atelier de Kurt Seligmann à la Villa Seurat. Paalen et Breton se sont réconciliés, Breton ayant écrit en novembre 1950 la préface (Un homme à la jonction des grands chemins aux peintures que Paalen expose à la galerie Pierre. Le peintre participe de nouveau à l'activité du groupe et, avec d'autres de ses membres, séjourne en 1953 chez Breton à Saint-Cirq-Lapopie durant l'été. En 1954 la galerie Villand et Galanis présente une nouvelle exposition de Paalen qui collabore à la revue Medium (« communication surréaliste » dirigée par Jean Schuster et José Pierre) notamment, pour son deuxième numéro, par des illustrations, introduites par un court texte de Breton.

#### Dernières années et suicide au Mexique
À la fin de 1954, Paalen, après un voyage en Allemagne, retourne au Mexique, achète en 1955 une petite maison à Tepoztlán, près de Mexico, puis une hacienda près de Mérida, dans le Yucatán. La maladie entrave alors durant trois années sa recherche picturale.
Dans la nuit du 23 septembre 1959, sur les hauts-plateaux, il se suicide avec un revolver, « après avoir laissé une lettre à son auberge pour demander que l'on aille rechercher son corps ».

## Œuvre
Vers 1933, Wolfgang Paalen entame se période cycladique à la suite d'un voyage en Espagne où il découvre les grottes d'Altamira. Le thème de la grotte qui réapparaît plus tard (Lumière fossile, 1953) est caractéristique de cette époque.
Vers 1937, Wolfgang Paalen invente le procédé du « fumage » qui, à partir des traces de fumée produites par la flamme d'une bougie sur la surface d'une feuille de papier ou d'une toile fraîchement peinte, permet l'interprétation, ou la suggestion, d'autant d'images involontaires, d'un modelé vibrant et d'un noir velouté. Avec ce procédé, Paalen réalise ses tableaux les plus spectaculaires : Paysage médusé (1938), Combats des princes saturniens, III (1939). Il s'agit souvent de paysages oniriques et fantastiques où la végétation semble comme électrisée (Orages magnétiques, 1936) et étirée entre le ciel et la terre. Des figures totémiques et fantomatiques émergent parfois de ces étranges compositions visionnaires. André Breton verra dans ces « figures démesurées d'un théâtre d'ombre, [les] boucles à perte de vue de la femme aimée dans les ténèbres. »
Abandonnant le surréalisme et ses sortilèges oniriques, il entame vers 1941 sa période « cosmique » et peint des tableaux composés de signes ordonnés pour former des sortes de compositions totémiques formant souvent des triades (Messagers des Trois Pôles, 1949 ; Trois Personnages, 1953, Selam Trilogy, 1947) chargées d'un fort symbolisme cosmique et d'un certain primitivisme. Enrichissant de plus en plus sa palette colorée (Fête mexicaine, 1949) il rejoint, dans les années 1950 le courant de l'abstraction lyrique par des voies personnelles dans des périodes « tellurique » (1953) et « florale » (1958).

### Sélection d'œuvres
- Personnages dans une grotte, 1933
- Orages magnétiques, 1936
- Rencontre sur une plage, 1936[15]
- L'Homme possible, 1936
- Pays interdit (de), 1936-37
- Toison d'or, 1937
- La Balance, 1937
- Le Débarcadère, 1937[16]
- Paysage totémique de mon enfance, 1937
- La Phalène, 1937
- Nuage articulé, objet, 1937 (musée d'art moderne de Stockholm)
- Paysage totémique, 1937
- Fata Alaska, 1937
- Combat des princes saturniens, 1937
- Les Étrangers, 1937
- Manequin[réf. nécessaire] pour l'exposition internationale du surréalisme à la galerie des Beaux-Arts à Paris, 1938
- Autophage, 1938
- Vol de moustiques, 1938
- Paysage médusé, 1938
- Nuage articulé, objet, 1938
- Les Guetteurs, 1938
- Ciel de pieuvre, 1938
- Taches solaires, 1938
- Orages magnétiques, 1938[15]
- Plumages, 1938
- Fontaine d'os, 1939
- Combats des princes saturniens, III, 1939[15]
- Polarités chromatiques, 1940
- Espace sans limite, 1941
- Les Cosmogonies, 1943
- Le Signe, 1944
- Cosmogonies, 1944
- Les Cosmogones, 1945
- La Tempête, 1945
- Gyra, 1945
- L'Or du temps, 1945
- Méditation, 1946
- Mère Agate, 1946
- Nouvelle lune, 1947
- Planetary Face[17]
- Selam Trilogy, 1947
- Hamnur Trilogy, 1947
- Nuit tropicale, 1947
- Ancêtres à venir, 1949
- Messagers, 1949
- Fête mexicaine, 1949
- Le Messager des trois Pôles, 1949
- La Clé de Duchamp, hommage à Marcel Duchamp, 1950
- La Veillé, 1951
- Pollens voyageurs, 1951
- L'Enclume, 1952
- Deux personnages, 1952
- Les Fantômes de la pyramide, 1952
- L'Éventail des saisons, 1952
- Sur les hauts plateaux, 1952
- Sœurs obsidiennes, 1952[15]
- Trois personnages, 1953
- Lumière fossile, 1953
- Le Scarabée d'or, 1953
- Vous ici ?, 1953
- Béatrice perdue, 1953
- Hallali émeraude, 1954
- Bureau de longitudes, 1954
- Passage du renard, 1954[15]
- Entre chien et loup, 1954[15]
- Don fulgeres, 1955
- Paysage, 1958
- Asi es la vida, 1958
- Isla Mujeres, 1958
- Matutine, 1959

## Sélection d'expositions
- 1925 : Berliner Secession, Berlin
- 1929 : Salon des surindépendants, Paris
- 1930 : Galerie Flechthiem, Berlin
- 1932 : Galerie Bonjean, Paris
- 1934 : Galerie Vignon, Paris Première exposition particulière.
- 1935 :
  - Abstraction-Création, Paris
  - Musée de Lucerne, Suisse
- 1936 :
  - Galerie Pierre, Paris
  - Exposition internationale du surréalisme, Londres
  - Fantastic Art, Dada and Surrealism, Museum of Modern Art, New York
- 1938 :
  - Exposition internationale du surréalisme, Paris Commissaire de la section Eaux et broussailles.
  - Galerie Renou et Colle, Paris
- 1939 : Guggenheim Jeune Gallery, Londres
- 1940 :
  - Exposition internationale du surréalisme, Galeria de Arte Mexicano, Mexico
  - Julien Levy Gallery, New York
- 1945 :
  - Galeria de Arte Mexicano, Mexico
  - Art of this Century, New York
- 1946 : Nierendorf Gallery, New York
- 1948 : Musée d'art moderne de San Francisco
- 1951 :
  - Galerie Pierre, Paris
  - Exposition Dynaton, musée d'art moderne de San Francisco
- 1954 : Galerie Villand et Galanis, Paris
- 1958 : Galeria Antonio Suza, Mexico

### Expositions posthumes
- 1967 : Hommage à Paalen, musée d'art moderne de Mexico[18]
- 1971 : Der Geist des Surrealismus, Cologne
- 1977 : California: 5 Footnotes to Modern Art History (Dynaton Revisited), County Museum of Art, Los Angeles
- 1979 : Presencia Viva de Wolfgang Paalen, Instituto de Bella Artes (Museum de Carreo Gil), Mexico
- 2005 : Protagonista del Arte Moderno en México (1939-1959). Presencia de Wolfgang Paalen[19]
- 2007 : Wolgang Paalen, Implicit spaces, Frey Norris Gallery, San Francisco[20]

## Publications

### Articles dans la revueDyn

#### En anglais
- The New Image, dans Dyn, no 1, avril-mai 1942
- Suggestion for an Objective Morality, dans Dyn, no 1, avril-mai 1942
- Seeing and Showing, dans Dyn, no 1, avril-mai 1942
- Surprise and Inspiration', dans Dyn, no 2, juillet-août 1942
- About the Origins of the Doric Column and the Guitar-woman, dans Dyn, no 2, juillet-août 1942
- The Dialectical Gospel
- Art and Science, dans Dyn, no 3, 1942
- Book-Reviews
- Totem Art, dans Dyn, no 4-5, 1943
- Birth of Fire, dans Dyn, no 4-5, 1943
- On the Meaning of Cubism Today, dans Dyn, no 6, novembre 1944

#### En français
- Farewell au surréalisme, dans Dyn, no 1, avril-mai 1942
- L'Image nouvelle, dans Dyn, no 1, avril-mai 1942
- Aperçu pour une morale objective, dans Dyn, no 1, avril-mai 1942
- Paysage totémique (3 articles portent ce nom), dans Dyn, no 1, avril-mai 1942, no 2, juillet-août 1942
- Surprise et inspiration, dans Dyn, no 2, juillet-août 1942
- L'Évangile dialectique
- Le Grand Malentendu (trad. d'Art and Science)
- Rencontre totémique
- Actualité du cubisme, dans Dyn, no 6, novembre 1944
- Pendant l'éclipse, entretien de Paalen avec Carter Stone, dans Dyn, no 6, novembre 1944

La revue Dyn a été rééditée en fac-similé sous le titre Wolfgang Paalen’s Dyn: The Complete Reprint (bilingue anglais-français) par Christian Kloyber, Vienne, Springer-Verlag, 2000.

### Autres
- Form and Sense (recueil d'essais), Wittenborn and Co., New York, 1945
- Medium : communication surréaliste (revue), direction Jean Schuster, no  2 illustré par Wolfgang Paalen, Paris, Arcanes, février 1954
- Wolfgang Paalen (citations), préface de José Pierre, 1980, éd. Filipacchi-EPI- Paris et Moore international Studio, Greenwich Fine Art.
- L’Axolotl (nouvelle), traduit par Marianne Dautrey, édition établie par Gilles A. Tiberghien, éditions du Chemin de fer, avril 2024

### Filmographie
- Wolfgang Paalen, les cristaux de l’esprit, documentaire réalisé par Tufic Makhlouf Akl, texte de Christian Kloyber, co-produit par Aube Elléouët, Oona Elléouët et Tufic Makhlouf Akl, distribué par Seven Doc ; 1 DVD vidéo 1 h 25, 2019  (EAN 3760114290939).